# 대한민국 민법 제623조
대한민국 민법 제623조는 임대인의 의무에 대한 민법 채권법 조문이다. 1958년 2월 22일에 제정되었으며 1960년 1월 1일에 법률 제471호로 시행되었다. 

## 조문
제623조(임대인의 의무) 임대인은 목적물을 임차인에게 인도하고 계약존속중 그 사용, 수익에 필요한 상태를 유지하게 할 의무를 부담한다.

第623條(賃貸人의 義務) 賃貸人은 目的物을 賃借人에게 引渡하고 契約存續中 그 使用, 收益에 必要한 狀態를 維持하게 할 義務를 負擔한다.

Article 623(Duties of Tenant) The landlord has the duty to keep the premises in usable and profitable state after the landlord delivered the premises to the tenant and the tenancy is in existence.

## 비교 조문
일본민법 제606조 (임대물의 수선 등) ① 임대인은 임대물의 사용 및 수익에 필요한 수선을 할 의무를 진다.
② 임대인이 임대물의 보존에 필요한 행위를 하고자 할 때에는 임차인은 이것을 거절할 수 없다.

## 사례
폭우 등의 자연재해(천재지변 또는 불가항력)로 임대 중인 집이 침수피해를 당한 경우 수리에 대한 책임은 모두 집주인이 부담하도록 하고 있으며 임대인이 이를 어길 경우 계약 위반으로 법적 공방에서 불리할 수 있다.

## 판례
구 건축법(2016. 2. 3. 법률 제14016호로 개정되기 전의 것) 제35조 제1항은 ‘건축물의 소유자나 관리자는 건축물, 대지 및 건축설비를 관련 규정에 적합하도록 유지·관리하여야 한다.’고 정하고 있고, 민법 제623조는 ‘임대인은 계약존속 중 그 사용, 수익에 필요한 상태를 유지하게 할 의무를 부담한다.’고 정하고 있다. 따라서 건물을 타인에게 임대한 소유자가 건물을 적합하게 유지·관리할 의무를 위반하여 임대목적물에 필요한 안전성을 갖추지 못한 설치·보존상의 하자가 생기고 그 하자로 인하여 임차인에게 손해를 입힌 경우, 건물의 소유자 겸 임대인은 임차인에게 공작물책임과 수선의무 위반에 따른 채무불이행 책임을 진다.